# Wining & Dining
Wining & Dining is een kookprogramma op Net5. Amateurkoks leren in dit programma om een diner klaar te maken. De eerste afleveringen waren te zien op 20 en 27 juni 2007. Het programma wordt gepresenteerd door  Beryl van Praag.